# Steve Yzerman
Steve Yzerman (* 9. května 1965, Cranbrook, Britská Kolumbie, Kanada) je bývalý kanadský profesionální hokejista, jedna z největších osobností kanadského hokeje a člen hokejové síně slávy. V současnosti zastává funkci generálního manažera týmu Detroit Red Wings. U příležitosti 100. výročí NHL byl v lednu 2017 vybrán jako jeden ze sta nejlepších hráčů historie ligy.

## Hráčská kariéra

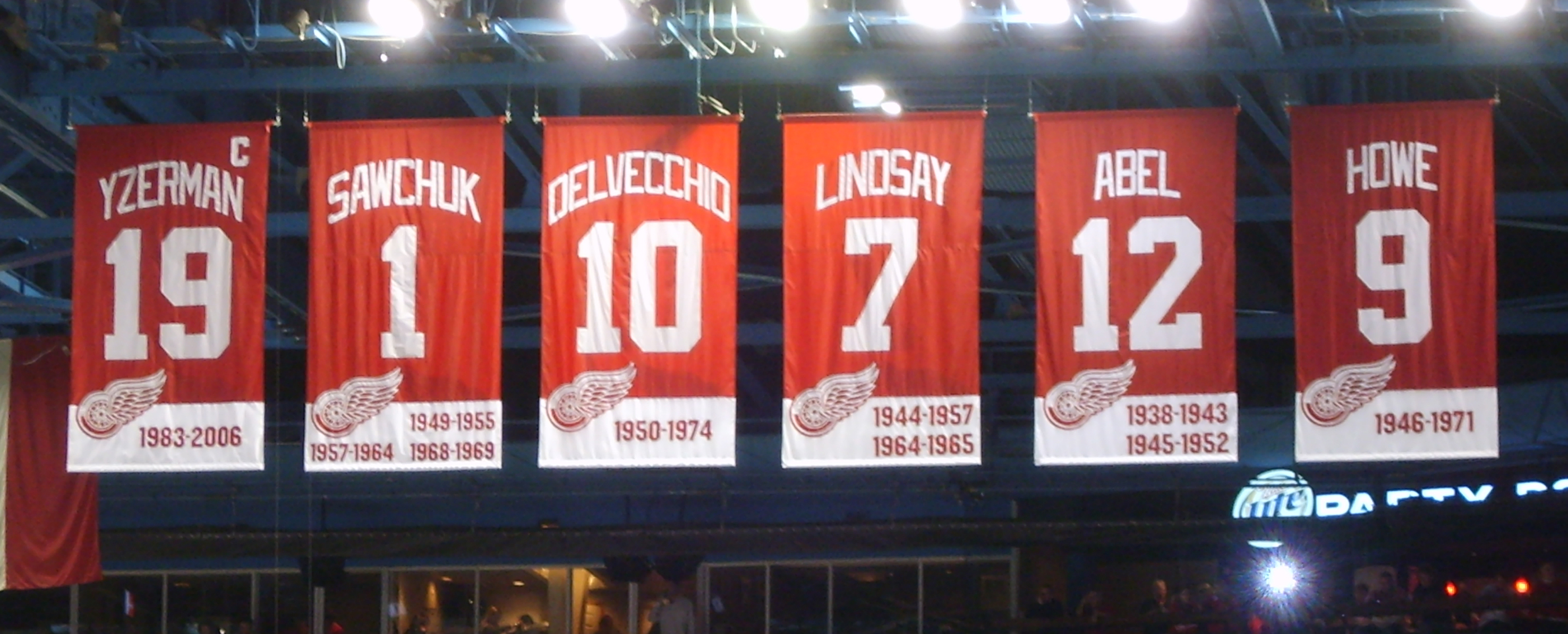
Vyřazená čísla dresů týmu Detroit Red Wings

Steve Yzerman již jako velmi mladý prokazoval svůj hokejový talent a tak byl roku 1983 draftován týmem NHL Detroit Red Wings.
V té době skomírající Rudá křídla neváhala a hned v následující sezoně jeho služeb využila. Yzerman, ač mladý se rychle adaptoval a hned v první sezoně zaznamenal 87 bodů za 39 gólů a 48 asistencí v osmdesáti zápasech a umístil se na 2. místě v hlasování o nejlepšího nováčka NHL.
I v následujících letech „StevieY“ svůj talent nadále rozvíjel a tak již roku 1986 byl jmenován kapitánem, nejmladším v týmové historii. Začal se tak kolem něho utvářet nový tým. A skutečně, po letech temna se Red Wings opět pravidelně začali účastnit play-off. Zároveň se dařilo i Yzermanovi, který v sezoně 1988/89 dokázal nasbírat 155 bodů za 65 gólů a 90 asistencí, což mu vyneslo Lester B. Pearson Award pro nejlepšího hráče NHL v hlasování ostatních hokejistů. I tak ale stále něco scházelo k tomu, aby detroitští mohli pomýšlet na zisk Stanley Cupu.
Tím něčím byl veleúspěšný trenér Scotty Bowman, který tým převzal v roce 1993. Yzerman jím byl donucen potlačit své ofenzivní choutky ve prospěch mužstva, což mělo za následek proměnu Steva v komplexního hráče, který byl schopen dovést tým k vítězství ve Stanley Cupu. V roce 1995 se Red Wings konečně probojovali do finále Stanley Cupu, kde ale podlehli New Jersey Devils. Dva roky nato ale již byli Red Wings úspěšnější, a tak se poprvé po dvaačtyřiceti letech dočkali v Detroitu Stanley Cupu. O rok později se partě okolo Yzermana podařilo triumf zopakovat, Yzerman navíc obdržel Conn Smythe Trophy pro nejužitečnějšího hráče Play-off. V hokejovém Detroitu se Steve Yzerman stal modlou, panem nedotknutelným.
Po čtyřech letech kralování základní části NHL, avšak neúspěchů v Play-off, se Rudým křídlům znovu podařilo roku 2002 dosáhnout na Stanley Cup, znovu s vydatnou pomocí svého dlouholetého kapitána, který navíc v roce 2000 získal Frank J. Selke Trophy pro nejlépe bránícího útočníka v lize – důkaz jeho všestrannosti.
I po zbytek své kariéry zůstal Steve Yzerman věrný Detroitu a jako nejdéle sloužící kapitán v NHL ukončil po sezoně 2005/2006 svou velkolepou kariéru.
Kromě výše zmíněných tří získaných Stanley Cupů také mnohokrát reprezentoval Kanadu, se kterou si největší úspěch připsal na Olympijských hrách v Salt Lake City v roce 2002, kde Kanada získala zlaté medaile i s vydatnou pomocí Yzermana.
Steve Yzerman strávil v Detroitu celou svou kariéru, čítající 22 sezón, celkově nastoupil v NHL k 1514 zápasům, ve kterých vstřelil 692 gólů, připsal si 1063 asistencí, což celkově čítá 1755 bodů, což jej řadí na 6. místo v historickém kanadském bodování celé NHL.

## Kariéra v managmentu
I po ukončení aktivní kariéry zůstal Steve věrný „svému“ Detroitu a pracoval zde v pozici viceprezidenta.
Navíc se ujal role generálního manažera kanadské hokejové reprezentace, měl tedy na starosti výběr trenérů a byl zodpovědný i za výběr hráčů do kanadského národního týmu. Yzerman se takto podílel na výběru kanadské reprezentace pro olympijské hry v letech 2010 a 2014. Oba výběry získaly na hrách zlaté medaile.
25. května 2010 se stal generálním manažerem klubu Tampa Bay Lightning. V září 2018 z funkce odstoupil a v dubnu 2019 byl jmenován generálním manažerem týmu Detroit Red Wings.

## Klubové statistiky
| Sezona      | Klub               | Soutěž      | Základní část                 | Základní část                 | Základní část                 | Základní část                 | Základní část                 | Play off                      | Play off                      | Play off                      | Play off                      | Play off                      |
| Sezona      | Klub               | Soutěž      | Z                             | G                             | A                             | B                             | TM                            | Z                             | G                             | A                             | B                             | TM                            |
| ----------- | ------------------ | ----------- | ----------------------------- | ----------------------------- | ----------------------------- | ----------------------------- | ----------------------------- | ----------------------------- | ----------------------------- | ----------------------------- | ----------------------------- | ----------------------------- |
| 1981–82     | Peterborough Petes | OHL         | 58                            | 21                            | 43                            | 64                            | 65                            | 6                             | 0                             | 1                             | 1                             | 16                            |
| 1982–83     | Peterborough Petes | OHL         | 56                            | 42                            | 49                            | 91                            | 65                            | 4                             | 1                             | 4                             | 5                             | 0                             |
| 1983–84     | Detroit Red Wings  | NHL         | 80                            | 39                            | 48                            | 87                            | 33                            | 4                             | 3                             | 3                             | 6                             | 0                             |
| 1984–85     | Detroit Red Wings  | NHL         | 80                            | 30                            | 59                            | 89                            | 58                            | 3                             | 2                             | 1                             | 3                             | 2                             |
| 1985–86     | Detroit Red Wings  | NHL         | 51                            | 14                            | 28                            | 42                            | 16                            | -                             | -                             | -                             | -                             | -                             |
| 1986–87     | Detroit Red Wings  | NHL         | 80                            | 31                            | 59                            | 90                            | 43                            | 16                            | 5                             | 13                            | 18                            | 8                             |
| 1987–88     | Detroit Red Wings  | NHL         | 64                            | 50                            | 52                            | 102                           | 44                            | 3                             | 1                             | 3                             | 4                             | 6                             |
| 1988–89     | Detroit Red Wings  | NHL         | 80                            | 65                            | 90                            | 155                           | 61                            | 6                             | 5                             | 5                             | 10                            | 2                             |
| 1989–90     | Detroit Red Wings  | NHL         | 79                            | 62                            | 65                            | 127                           | 79                            | -                             | -                             | -                             | -                             | -                             |
| 1990–91     | Detroit Red Wings  | NHL         | 80                            | 51                            | 57                            | 108                           | 34                            | 7                             | 3                             | 3                             | 6                             | 4                             |
| 1991–92     | Detroit Red Wings  | NHL         | 79                            | 45                            | 58                            | 103                           | 64                            | 11                            | 3                             | 5                             | 8                             | 12                            |
| 1992–93     | Detroit Red Wings  | NHL         | 84                            | 58                            | 79                            | 137                           | 44                            | 7                             | 4                             | 3                             | 7                             | 4                             |
| 1993–94     | Detroit Red Wings  | NHL         | 58                            | 24                            | 58                            | 82                            | 36                            | 3                             | 1                             | 3                             | 4                             | 0                             |
| 1994–95     | Detroit Red Wings  | NHL         | 47                            | 12                            | 26                            | 38                            | 40                            | 15                            | 4                             | 8                             | 12                            | 0                             |
| 1995–96     | Detroit Red Wings  | NHL         | 80                            | 36                            | 59                            | 95                            | 64                            | 18                            | 8                             | 12                            | 20                            | 4                             |
| 1996–97     | Detroit Red Wings  | NHL         | 81                            | 22                            | 63                            | 85                            | 78                            | 20                            | 7                             | 6                             | 13                            | 4                             |
| 1997–98     | Detroit Red Wings  | NHL         | 75                            | 24                            | 45                            | 69                            | 46                            | 22                            | 6                             | 18                            | 24                            | 22                            |
| 1998–99     | Detroit Red Wings  | NHL         | 80                            | 29                            | 45                            | 74                            | 42                            | 10                            | 9                             | 4                             | 13                            | 0                             |
| 1999–00     | Detroit Red Wings  | NHL         | 78                            | 35                            | 44                            | 79                            | 34                            | 8                             | 0                             | 4                             | 4                             | 0                             |
| 2000–01     | Detroit Red Wings  | NHL         | 54                            | 18                            | 34                            | 52                            | 18                            | 1                             | 0                             | 0                             | 0                             | 0                             |
| 2001–02     | Detroit Red Wings  | NHL         | 52                            | 13                            | 35                            | 48                            | 18                            | 23                            | 6                             | 17                            | 23                            | 10                            |
| 2002–03     | Detroit Red Wings  | NHL         | 16                            | 2                             | 6                             | 8                             | 8                             | 4                             | 0                             | 1                             | 1                             | 2                             |
| 2003–04     | Detroit Red Wings  | NHL         | 75                            | 18                            | 33                            | 51                            | 46                            | 11                            | 3                             | 2                             | 5                             | 0                             |
| 2004–05     | Nehrál             | —           | Během výluky NHL nikde nehrál | Během výluky NHL nikde nehrál | Během výluky NHL nikde nehrál | Během výluky NHL nikde nehrál | Během výluky NHL nikde nehrál | Během výluky NHL nikde nehrál | Během výluky NHL nikde nehrál | Během výluky NHL nikde nehrál | Během výluky NHL nikde nehrál | Během výluky NHL nikde nehrál |
| 2005–06     | Detroit Red Wings  | NHL         | 61                            | 14                            | 20                            | 34                            | 18                            | 4                             | 0                             | 4                             | 4                             | 4                             |
| OHL Celkově | OHL Celkově        | OHL Celkově | 114                           | 63                            | 92                            | 155                           | 130                           | 10                            | 1                             | 5                             | 6                             | 16                            |
| NHL Celkově | NHL Celkově        | NHL Celkově | 1514                          | 692                           | 1063                          | 1755                          | 924                           | 196                           | 70                            | 115                           | 185                           | 84                            |

## Reprezentace
| Rok                    | Tým                    | Soutěž                 | Z                      | G  | A  | B  | TM |    |
| ---------------------- | ---------------------- | ---------------------- | ---------------------- | -- | -- | -- | -- | -- |
| 1983                   | Knada 20               | MSJ                    | 7                      | 2  | 3  | 5  | 2  |    |
| 1984                   | Kanada                 | KP                     | 4                      | 0  | 0  | 0  | 0  |    |
| 1985                   | Kanada                 | MS                     | 10                     | 3  | 4  | 7  | 6  |    |
| 1989                   | Kanada                 | MS                     | 8                      | 5  | 7  | 12 | 2  |    |
| 1990                   | Kanada                 | MS                     | 10                     | 9  | 10 | 19 | 8  |    |
| 1996                   | Kanada                 | SP                     | 6                      | 2  | 1  | 3  | 0  |    |
| 1998                   | Kanada                 | OH                     | 6                      | 1  | 1  | 2  | 10 |    |
| 2002                   | Kanada                 | OH                     | 6                      | 2  | 4  | 6  | 2  |    |
| Juniorská reprezentace | Juniorská reprezentace | Juniorská reprezentace | Juniorská reprezentace | 7  | 2  | 3  | 5  | 2  |
| Seniorská reprezentace | Seniorská reprezentace | Seniorská reprezentace | Seniorská reprezentace | 50 | 22 | 27 | 49 | 28 |